# ÖFB-Cup 1978-1979
La ÖFB-Cup 1978-1979 è stata la 45ª edizione della coppa nazionale di calcio austriaca.

## Ottavi di finale
| Squadra 1            | Risultato   | Squadra 2            |
| -------------------- | ----------- | -------------------- |
| 24 ottobre 1978      |             |                      |
| VÖEST Linz           | 2 - 1       | First Vienna         |
| 25 ottobre 1978      |             |                      |
| Austria Klagenfurt   | 1 - 2       | Admira/Wacker        |
| Kremser SC           | 1 - 3       | Grazer AK            |
| SSW Innsbruck        | 1 - 0       | Donawitzer SV Alpine |
| Schwarz-Weiß Bregenz | 1 - 3       | Austria Salisburgo   |
| 26 ottobre 1978      |             |                      |
| Sturm Graz           | 4 - 0       | Jenbach              |
| Vorwärts Steyr       | 2 - 3 (dts) | Wr. Neustädter       |
| Favoritner SC        | 0 - 6       | Rapid Vienna         |

## Quarti di finale
| Squadra 1        | Risultato   | Squadra 2          |
| ---------------- | ----------- | ------------------ |
| 17 febbraio 1979 |             |                    |
| VÖEST Linz       | 1 - 0 (dts) | Wr. Neustädter     |
| 18 febbraio 1979 |             |                    |
| SSW Innsbruck    | 2 - 0       | Austria Salisburgo |
| 6 marzo 1979     |             |                    |
| Grazer AK        | 1 - 2       | Rapid Vienna       |
| 7 marzo 1979     |             |                    |
| Sturm Graz       | 0 - 1       | Admira/Wacker      |

## Semifinale
| Squadra 1      | Risultato | Squadra 2     |
| -------------- | --------- | ------------- |
| 17 aprile 1979 |           |               |
| Admira/Wacker  | 2 - 1     | VÖEST Linz    |
| 18 aprile 1979 |           |               |
| Rapid Vienna   | 0 - 2     | SSW Innsbruck |

## Finale
| Squadra 1      | Risultato | Squadra 2     |
| -------------- | --------- | ------------- |
| 6 giugno 1979  |           |               |
| SSW Innsbruck  | 1 - 0     | Admira/Wacker |
| 20 giugno 1979 |           |               |
| Admira/Wacker  | 1 - 1     | SSW Innsbruck |